# Diocèse d'Alet
Le diocèse d'Alet (en latin : Dioecesis Aletensis ; en occitan : diocèsi d'Alet) est un ancien diocèse de l'Église catholique en France.
Érigé en 1318, il est un des diocèses historiques de l'ancienne province du Languedoc. Il couvrait les pays du Razès, de Sault, du Donezan, du Capcir, de Fenouillèdes.
Supprimé en 1802, il est restauré comme siège titulaire en 2009. L'évêque auxiliaire de Lille, Gérard Coliche, en est l'évêque titulaire depuis 2009.
Alet, devenu Alet-les-Bains, est un village de moins de 400 habitants, proche de Limoux (Aude) et traversé par le fleuve Aude.

## Histoire
Faisant suite à l'éphémère diocèse de Limoux, le diocèse d’Alet est créé par le pape Jean XXII, par démembrement de l'archidiocèse de Narbonne, le 18 février 1318, principalement afin de mieux lutter contre l'hérésie cathare qui sévissait sur l'immense territoire du diocèse de Narbonne. Il établit comme premier évêque, l'abbé du monastère bénédictin de Notre-Dame (ou Saint-Pierre) d'Alet, Barthélemy, le 1er mars de la même année. L'abbatiale fut ainsi érigée en cathédrale.
À la Révolution française, le diocèse d'Alet fut supprimé et son territoire rattaché à celui de l'évêque concordataire de Carcassonne. Le concordat de 1801 supprima le siège épiscopal d'Alet et répartit son territoire entre les nouveaux diocèses de Carcassonne, de Perpignan et de Toulouse.
En 1823, le doyenné de Quérigut passa dans le diocèse de Pamiers.

### Siège titulaire
En janvier 2009, il est restauré comme siège titulaire. Il est attribué pour la première fois le 9 juillet 2009 à Gérard Coliche, évêque auxiliaire de Lille.

## Territoire
Le diocèse d'Alet correspondait grosso modo à l'ancien pagus Redensis.
Il confinait, au nord et au nord-est, avec l'archidiocèse de Narbonne ; à l'est et au sud-est, avec le diocèse d'Elne ; au sud-ouest avec celui d'Urgell ; à l'ouest, avec celui de Pamiers ; et, au nord-ouest, avec le diocèse de Mirepoix.
Il comprenait le Razès, le pays de Sault, le Donezan, le Capcir, le Fenouillèdes et le Peyrepertusès.
Le Donezan et le Capcir n'appartenaient pas au Languedoc mais, pour le premier, au gouvernement du pays de Foix et, pour le second, à celui du Roussillon.
Le reste relevait du Languedoc et de la généralité de Toulouse.
Sur son territoire était érigée l'abbaye Saint-Jacques de Joucou.